# Alexandre Chabanon
Pour les articles homonymes, voir Chabanon (homonymie).
Alexandre-Paul-Marie Chabanon, né le 7 juillet 1873 à Antrenas (Lozère, diocèse de Mende) et mort à Marseille le 4 juin 1936, est un missionnaire français qui fut évêque en Annam (Indochine, aujourd'hui Viêt Nam central).

## Biographie
Alexandre Chabanon est ordonné prêtre en 1896 aux Missions étrangères de Paris et destiné à la Cochinchine septentrionale (Annam). Il s'embarque de Marseille, le 26 août 1896.
Il est nommé à Cô-vuu pour apprendre la langue et trois ans plus tard comme professeur de philosophie au grand séminaire de Hué, capitale impériale. En 1905, il est nommé par Mgr Caspar curé de la paroisse de Tam-toa et supérieur du district de Quang-binh.
En 1908, M. Chabanon est nommé curé de la paroisse de Di-loan par le nouvel évêque, Mgr Allys et supérieur du district de Dât-do. Dix ans plus tard, il devient supérieur du grand séminaire de Hué. Mgr Allys, de plus en plus aveugle, le choisit pour coadjuteur en 1930. Lorsqu'il démissionne en 1931, il lui succède comme vicaire apostolique de Hué, avec le titre d'évêque in partibus de Bitylie (de). Il dirige la construction du fameux institut de la Providence, l'un des établissements secondaires catholiques les plus célèbres d'Indochine française et visite toutes ses paroisses. Mais il tombe gravement malade à l'été 1936 et il est envoyé en métropole pour se soigner. Il y meurt à son arrivée à l'hôpital de Marseille.
Il est inhumé au cimetière Saint-Pierre de Marseille. François Lemasle lui succède huit mois plus tard.

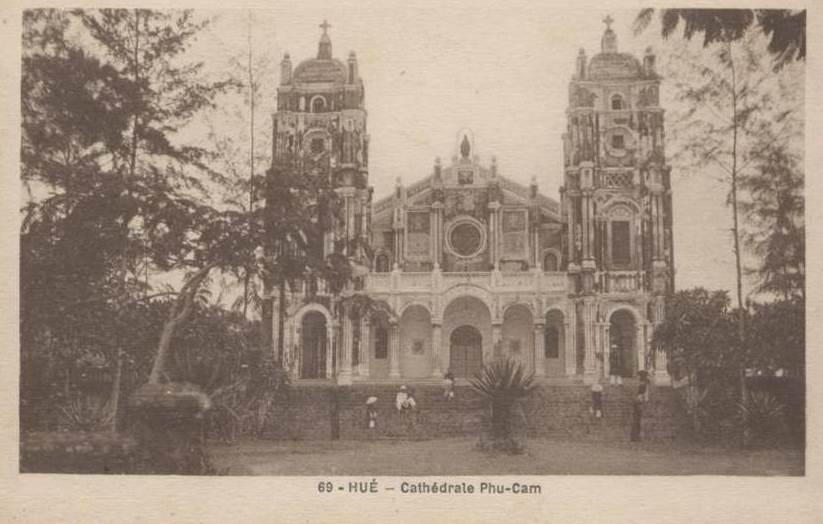
Vue de la cathédrale de Phu Cam (Hué), construite au début du XXe siècle